# Hidžiori
Hidžiori je název v současnosti neaktivní kaldery, nacházející se na japonském ostrově Honšú, severovýchodně od masivního pleistocén vulkánu Gassan. Kaldera má průměr přibližně 2,5 km a vznikla před 10 300 lety. Během vývoje kaldery došlo ke vzniku lávového dómu a k vymrštění většího objemu dacitových pyroklastických proudů a tefry, které dosáhly až pobřeží Pacifiku. V současnosti je oblast kaldery zařazena mezi potenciální zdroje geotermální energie.